# Королівка (Борщівська міська громада)

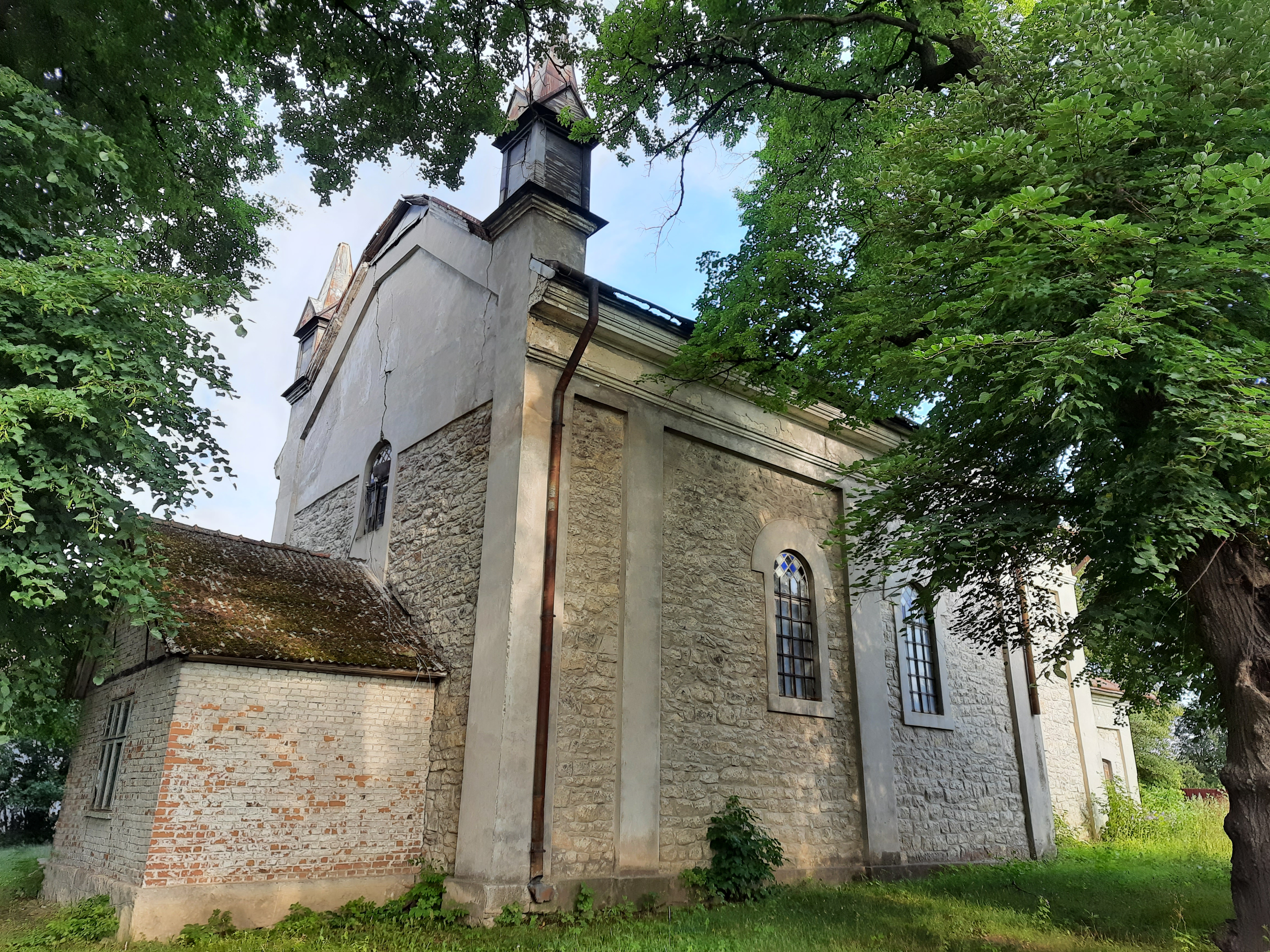
Костел Різдва Івана Хрестителя 1894р

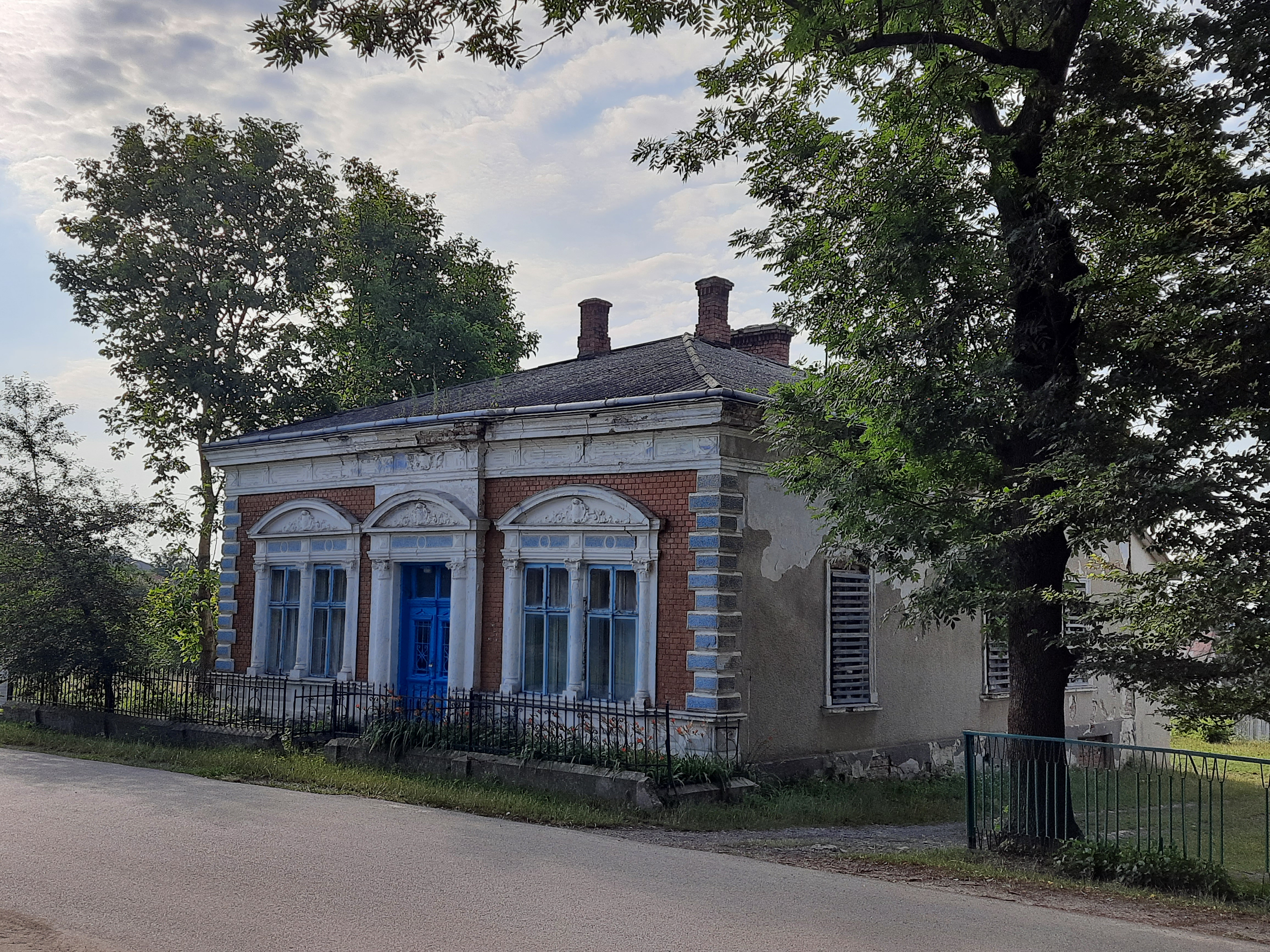
Віла купця Глікштерна

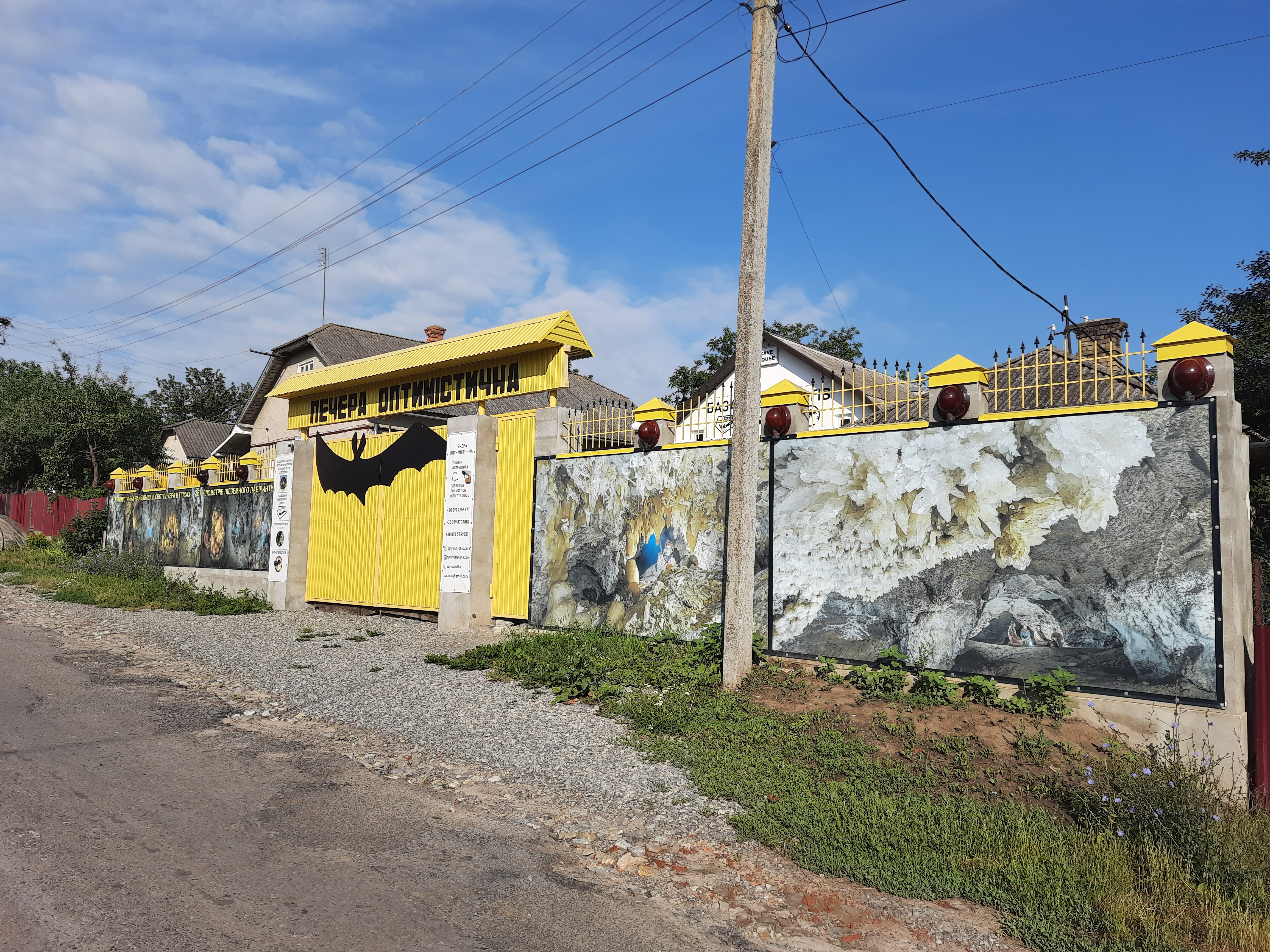
Спелеологічний центр

Королі́вка — село в Україні, у Борщівській міській громаді Чортківського району Тернопільської області. Розташоване на річці Нічлава, на заході району.
До 1946 при Королівці був хутір Бавки, за підтримку УПА одну сім'ю вивезли до Сибіру, решту переселили в село. Було центром сільради.
Населення — 1151 особа (2002).
У Королівці є найдовша у світі гіпсова печера, найдовша печера Європи та друга за довжиною серед вапнякових — Оптимістична (печера). Сумарна довжина її ходів становить 260 км.

## Назва
Назва населеного пункту змінювалася: спочатку — Каролівка, за австрійських і польських часів — Корольовка, 1945–1989 — Коралівка.

## Географія
Для села характерний помірно континентальний клімат. Королівка розташована у «теплому Поділлі» — найтеплішому регіоні Тернопільської області.
Село розташоване на відстані 377 км від Києва, 94 км — від обласного центру міста Тернополя та 7 км від міста Борщів.

## Історія
Поблизу Королівки виявлено поховання часів Київської Русі.

### Польський період
Відоме від 15 століття. На околиці села на початку 17 століття виник монастир, 1672-го його частково зруйнували татари, ліквідований 1744.

### Австрійський період
Після 1772 Королівка проголошена містечком. 1785 — власність Дунін-Борковських. 1867 Королівка — волосний центр Борщівського повіту. Розквіт Королівки припадає на XVIII—XIX ст.
Наприкінці XIX століття поблизу містечка прокладено залізницю. У Королівці тоді набуло широкого поширення лихварство.
Внаслідок пожеж 1904, 1926 згоріло відповідно 30 і 38 будинків. Перед 2-ю світовою війною містечко — торговельний центр, відбувались ярмарки щочетверга і 3 вел. річних.
Діяли «Просвіта», «Луг», «Сільський господар» та інші товариства, кооператива.

### Друга світова війна
З початком німецько-радянської війни гітлерівці зайняли містечко на початку липня 1941 р. Німецька влада почала гоніння на євреїв: все населення було змобілізоване на важку примусову працю, передусім сільськогосподарську. Єврейське майно німці пограбували. Між іншим, євреям наказали здати всі цінні речі. Виконати такий наказ змусив створений німцями «Юденрат» («Єврейська Рада») на чолі з Максом Гликштерном, багатим і авторитетним євреєм містечка. Тоді ж була створена єврейська поліція. Головна акція по вбивству євреїв Королівки розпочалася у свято «кущів» (суккот) 26 вересня 1942 р. Зранку нацисти вигнали євреїв з домівок на вулиці і зібрали їх на площі біля перехрестя доріг. Єврейські будинки були пограбовані. Тих, хто переховувався, розстрілювали на місці. Зібраних на площі людей повезли на вантажних автомобілях до Борщева, де також відбувалася акція знищення. Звідтіля їх відправили до табору знищення Белзець. Чисельність жертв акції знищення в самій Королівці становила 700—900 осіб. Проте деяким євреям вдалося врятуватися у тому часі, передусім завдяки тому, що в ході акції вони перебували на роботах. Через місяць, 22 жовтня 1942 року, єврейська громада Королівки перестала існувати. Всім, хто залишився живим, було наказано протягом 24 годин переїхати у Борщівське ґетто. Поблизу Королівки, у великому фільварку, залишилося декілька десятків євреїв, які там працювали. Це були жителі Королівки і навколишніх сіл. Цей табір праці проіснував до кінця сільськогосподарських робіт 1943 року. Його ліквідували восени. Більшість євреїв розстріляли на місці.

### Період Незалежності
З 30 червня 2016 року належить до Борщівської міської громади.
До 19 липня 2020 р. належало до Борщівського району.

## Населення
У 1900 році в селі мешкало 3576 осіб (в тому числі 1596 євреїв), чисельність населення різко зменшилася внаслідок спостошень під час Першої світової війни. У 1921 році в селі мешкало 3081 осіб (в тому числі 1161 євреїв).
У 1945 р. в село були переселені українці із села Красна (Надсяння).
За даними перепису населення 2001 року мовний склад населення села був таким:

### Мова
Розподіл населення за рідною мовою за даними перепису 2001 року:
| Мова       | Кількість | Відсоток |
| ---------- | --------- | -------- |
| українська | 1091      | 99.73%   |
| російська  | 3         | 0.27%    |
| Усього     | 1094      | 100%     |

### Єврейська громада
Євреї почали поселятися у Королівці, ймовірно, з кінця 17 століття — початку 18 століття. Перша дерев'яна синагога збудована у 18 столітті, і збереглася до 19 століття. Перші євреї, які тут поселилися, займалися орендою і торгівлею (у XVIII ст. торгували навіть з Волощиною), а в XIX ст.— дрібною торгівлею у селах та ремеслом. У 1726 р. в Королівці народився і провів своє дитинство засновник секти франкістів Яків Лейбович Франк. Єврейська громада Королівки зросла і значно розширилась у XIX ст. У 1904 році в містечку спалахнула пожежа, що знищила близько 30 єврейських жител і завдала великих збитків місцевій громаді. Продовольчу допомогу потерпілим надавала єврейська громада міста Бережани. У 1926 році, внаслідок нової пожежі, згоріло близько ЗО будинків, у яких проживало 38 єврейських сімей. У міжвоєнний період в економічному становищі євреїв Королівки суттєвих змін не відбулося, про що свідчать матеріали діяльності каси взаємодопомоги, яка виникла в містечку у 1929 році. За 1935–1936 роках вона видала 202 позики на суму 15090 золотих; серед тих, хто отримав позику, було 16 ремісників, 78 дрібних торгівців, 4 заробітчани, 15 землеволодільців і 15 різників. У 1930-ті роки економічний стан євреїв Королівки погіршився. Торгівцям доводилося витримувати жорстку конкуренцію з українськими кооперативами. У містечку і навколишніх селах посилились провокації щодо євреїв, почастішали прояви антисемітизму. У травні 1937 році в сусідньому селі була вбита єврейська сім'я, а в інших селах євреї отримали листи з погрозами. В кінці квітня 1939 р. єврейським ремісникам був заборонений експорт олії. Після прийняття польським урядом закону про ритуальний забій худоби місцева влада не дозволила відкрити у Королівці жодну м'ясну кашерну лавку. М'ясники залишилися без заробітку, а м'ясо доводилось привозити з Борщева.
З середовища місцевих рабинів вийшов Абрагам-Абуш Айзнер, який окрім як в Королівці, правив у містечку Богуші (Румунія) та в Городку Ягайлонському (Львівщина). Належав до «маскілів», співпрацював з єврейськими журналами «Гамагид» та «Гацфіра», у своїх виступах підкреслював необхідність створення шкіл для єврейських дітей. У 1877 році Айзнер відмовився від посади рабина Королівки, а натомість відкрив у містечку книжкову лавку. Заснував часопис «Гацофе» (два його номери вийшли у Львові у 1878 році). У 1879 році він перевів книжкову лавку у Чернівці (Буковина). З 1884 багато років поспіль, аж до міжвоєнного періоду, рабином Королівки був Хаїм, син Яківа-Шимона Розенберга, який через свій супротив сіонізмові не допустив створення в селі сіоністської організації. Наприкінці XIX — на початку XX ст. стараннями окремих діячів єврейської громади, зокрема лікаря Лазара Файєрштейна, на кошти барона Гірша у Королівці була створена єврейська школа. В роки першої світової війни, Української революції та польської окупації місцеві сіоністи посилили свої позиції. Спочатку вони організували допомогу біженцям, які прибули у Королівку з Великої України, відтак у містечку виникли відділення єврейських товариств «Гашомер Гацаїр» («Молодий странник»), «Ганоар Гаціоні» («Юний сіоніст»), «БЕТАР» («Правосіоністська молодь»), «Гордонія» (лівого ухилу). У 1925 році заснована «ЕЗРА» (благодійна організація). З культурно-освітніх установ діяв клуб «Аматори культури», а також бібліотеки і драмгуртки, що працювали при молодіжних організаціях. У 1935 році почала діяти єврейська школа. На виборах до місцевої Ради, що проходили у 1927 році було обрано 22-х євреїв (з загального числа 48 вибраних). Більшість з них були сіоністами, а Г. Гельбард став заступником голови міської Ради. Під час виборів делегатів на Сіоністський конгрес у 1935 р. розподіл голосів був таким:
- «загальні сіоністи» — 202,
- «МІЗРАХІ» (релігійні) — 13,
- список «Трудова Палестина» — 137 голосів.

На виборах у 1939 року було висунуто 79 кандидатур, проте вибори тоді в Королівці так і не відбулися.
З початком німецько-радянської війни розпочалися німецькі гоніння на євреїв, спершу місцеву громаду мобілізували на важку працю і конфіскували її майно, відтак 26 вересня 1942 року більшість вивезли до Борщівського ґето, де згодом винищили. Останні євреї, котрі лишилися у містечку, були розстріляні восени 1943 року. За два роки зникла єврейська громада, котра проіснувала у Королівці більше, як 200 років.

## Релігія

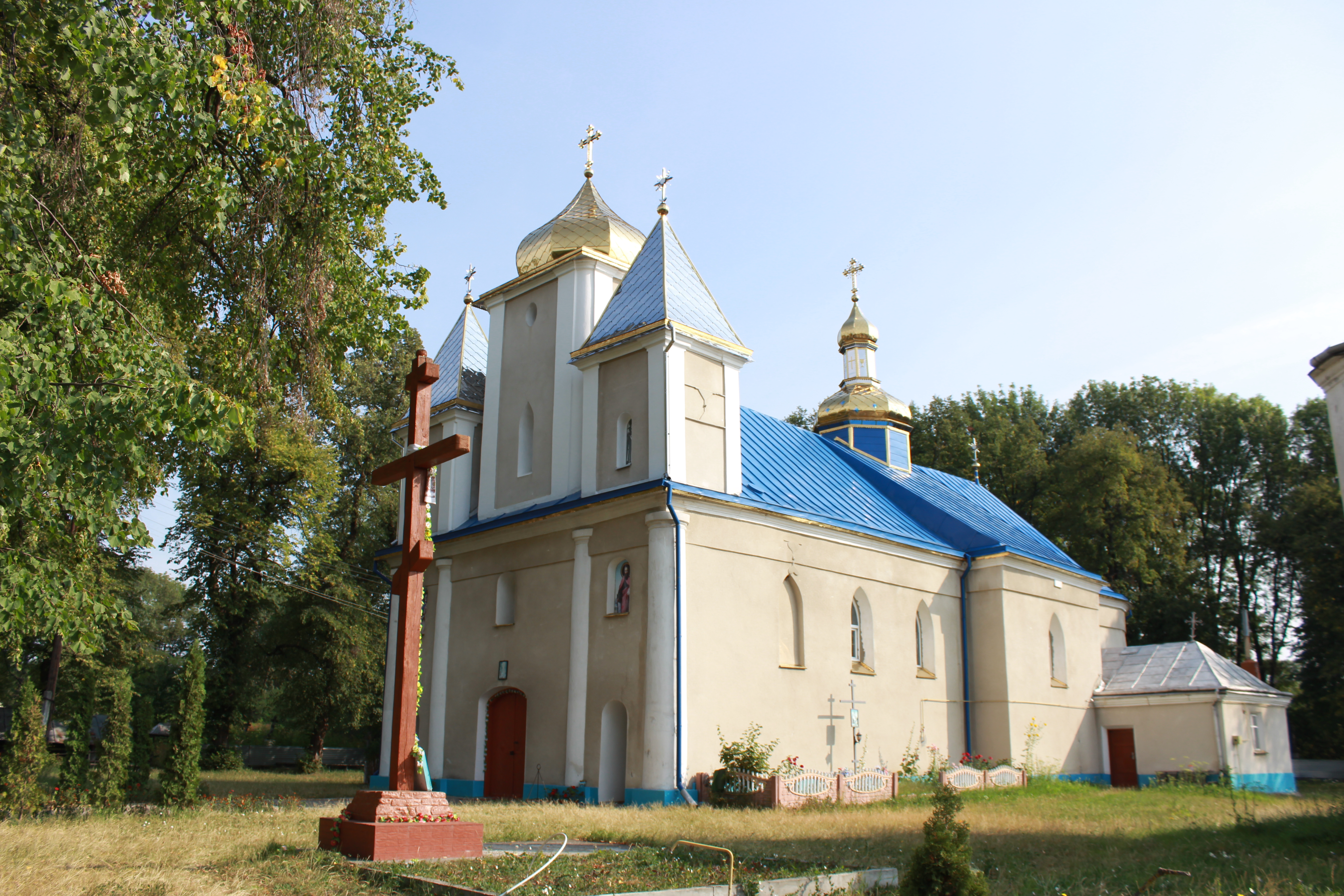
Церква Івана Хрестителя

- церква Зачаття святого Івана Христителя (1851, кам'яна, УГКЦ);
- дві каплички.

## Пам'ятки

Погруддя Шевченка в Королівці

Споруджено пам'ятники полеглим у німецько-радянській війні воїнам-односельцям, Тарасу Шевченку (обидва — 1966), жертвам 2-ї світ. війни (1990), встановлено меморіальну дошку поетові й художникові І. Русенку (1991), пам'ятний хрест на честь скасування панщини (1989).
Пам'ятник Т. Шевченку
Пам'ятка монументального мистецтва місцевого значення.
Встановлений 1966 р. Робота Чернівецьких художньо-виробничих майстерень.
Погруддя — тонований бетон, постамент — камінь.
Погруддя — 1 м, постамент — 2,5 м.

## Соціальна сфера
Діють загальноосвітня школа І-ІІ ступенів, Музей "Народного побуту та історії села Королівка" клуб, бібліотека, ФАП, торговельні заклади. 

## Відомі люди

### Народилися
- письменник Роман Андріяшик;
- священик, меценат І. Врублевський;
- Побер Ігор Миколайович — народний депутат 7-го скликання, чемпіон світу з бодібілдінгу.
- Яків Франк
- Габрух Вадим Степанович - громадський діяч, засновник музею "народного побуту та історії села Королівка"

### Проживали, навчалися
- Навчався скульптор Іван Мердак.
- Проживала художниця-керамістка Л. Стасюк.